# Aethionema erinaceum
Aethionema erinaceum es una especie de planta de la familia de las brasicáceas, original del sur de Irán.

## Taxonomía
Aethionema erinaceum fue descrito por (Boiss.) Khosravi & Mumm.
Sinonimia
- Acanthocardamum erinaceum (Boiss.) Thell.
- Lepidium erinaceum Boiss.
- Nasturtium erinaceum (Boiss.) Kuntze